# Chlenomorpha sciogramma
Chlenomorpha sciogramma là một loài bướm đêm trong họ Geometridae.